# Міжнародне право
Міжнаро́дне пра́во — це система юридичних принципів і норм договірного і звичаєвого характеру, які виникають унаслідок погодження між державою та іншими суб'єктами міжнародного співтовариства і регулює відносини з метою мирного співіснування.

## Періодизація міжнародного права
Як свідчить історія, розвиток міжнародного права лише у планетарному масштабі виявився поступальним. На окремих етапах часто був очевидним регрес. Найбільш динамічно міжнародне право розвивалося починаючи з ХХ ст.
Найбільш прийнятною можна вважати таку періодизацію міжнародного права:
1. Від найдавніших часів до Вестфальського конгресу (1648).
2. Від Вестфальського конгресу до епохи Великої французької революції (межа XVIII—XIX століть).
3. Від епохи Великої французької революції до створення Версальської системи.
4. Від створення Версальської системи до наших днів (сучасна епоха):

- Версальська система (1919—1939);
- Ялтинсько-Постдамська система(1945 — 1991 рік );
  -     - міжнародне право часів переходу до поліцентризму (з кінця 80-х років ХХ ст. до наших днів).

## Основні риси сучасного міжнародного права
- міжнародне право, як це визнає більшість юристів-міжнародників, є правом міжнародного співтовариства. Воно регулює стосунки в рамках цього співтовариства, яке, у свою чергу, немає якоїсь наддержавної влади чи «світового уряду», який би створював норми міжнародного права. Оскільки в міжнародному співтоваристві панує «анархія», міжнародне право у певному сенсі являє собою результат процесів самоорганізації в цьому співтоваристві.
- міжнародне право більше не можна розглядати лише як «міждержавне» право, оскільки його суб'єктами є не тільки держави. Водночас в науці міжнародного права не має вичерпного переліку суб'єктів цього права, оскільки, наприклад, стосовно міжнародної правосуб'єктності індивідів продовжують точитися дискусії.
- рушійними силами розвитку міжнародного права є, з одного боку, боротьба між державами та іншими суб'єктами міжнародного права за такі матеріальні і нематеріальні блага в міжнародному співтоваристві, як влада, престиж, економічний добробут тощо; а з іншого — солідарність і співробітництво між цими суб'єктами.
- міжнародне право є доволі динамічним явищем соціального життя і знаходиться в процесі постійного становлення, розвитку. Саме тому виявляється вельми складно «ухопити» його позаісторичну чи надісторичну сутність у вигляді якоїсь незмінної ідеї.
- в сучасному міжнародному праві є об'єктивний елемент, який не залежить від волі держав. Маються на увазі загальні принципи права та імперативні норми міжнародного права (jus cogens), які є обов'язковими для держав та інших суб'єктів цього права незалежно від того, чи погодилися вони на створення та існування цих норм.
- в сучасних умовах міжнародне право не є повністю самостійною нормативною системою, абсолютно ізольованою від інших соціальних регуляторів міжнародних відносин. Норми міжнародного права разом з нормами національного права, що регулюють міжнародні відносини, входять в складну систему міжнародного порядку.
- з точки зору теорії соціального права Г. Д. Гурвіча, міжнародне право можна розглядати як «право міжнародної (глобальної) інтеграції», яке є відмінним як від права координації, так і від права субординації. З цієї точки зору міжнародне право можна вважати «автономним правом всеєдності, за допомогою якого відбувається самоінтеграція» в масштабах усього людства.

## Сфера дії міжнародного права
Сфера дії міжнародного права поділяється на:
1. сфера суб'єктна, яка пов'язана із колом суб'єктів, які виступають у міжнародно-правових відносинах;
2. сфера об'єктна, говорячи інакше, це сфера, яка пов'язана із міжнародно правовими відносинами, які безпосередньо виступають об'єктом міжнародного права;
3. сфера просторова або просто територіальна.

### Суб'єктна сфера
На відміну від норм класичного права, в якому суб'єктами міжнародно-правових відносин були лише держави, в сучасності, у міжнародному праві коло суб'єктів міжнародно-правових відносин значно розширюється. Яскравим прикладом є той факт, що на початку XX століття у сфері дії Статуту Ліги Націй існувало трішки більше трьох десятків держав, то до його кінця у сфері дії Статуту ООН їх налічується близько 200. З плином часу міжнародне право починає включати до кола суб'єктів не тільки держави, а і народи та нації, які борються за свою незалежність, організації, і зараз набуло актуального значення питання про включення до цього списку і окремих індивідів. Це яскраво помітно у процесі розвитку захисту основних прав і свобод людини. Але не дивлячись на це, все ж, більшість індивідів, у нашому світі не можуть мати право бути учасниками міжнародно-правових відносин.
Суб'єктна сфера дії міжнародного права має в собі:
1. Держави.
2. Народи і нації, що борються за незалежність.
3. Міжнародні організації та інші похідні суб'єкти міжнародного права.

Актуальним є питання про правосуб'єктність особи. Так з плином часу кількість індивідів, які можуть брати участь у міжнародно-правових відносинах все більш зростає. В наш час існує гарантоване право подати позов проти держави, щодо порушення основних прав і свобод людини і громадянина. Також індивід є безперечним учасником правовідносин у гуманітарному праві. Але в усіх випадках ця міжнародна правосуб'єктність є досить обмеженою.

### Об'єктна сфера
Об'єктна сфера дії міжнародного права — це коло регульованих міжнародно-правових відносин.
В загальному, об'єктною сферою міжнародно-правових відносин виступає все, з приводу чого починаються ці відносини між суб'єктами. Прикладами таких об'єктів можуть бути блага, матеріальні і нематеріальні, сюди також можна віднести дії чи утримування від дій. При вивченні цього питання не слід плутати об'єкт міжнародного права і предмет, що являє собою самі міжнародні правовідносини, які виникають внаслідок взаємодії суб'єктів.

### Просторова сфера
Просторова сфера дії міжнародного права відіграє важливе значення і зазвичай вона покладена в основу міжнародних договорів. Дана сфера включає сухопутні, морські, повітряні та інші простори, а також географічні об'єкти (наприклад, Антарктика, азово-чорноморський басейн, води відкритого моря, чорноморські протоки та ін.).
Просторова сфера може виступати у правовідносинах як одностороння. Так і в зв'язку із суб'єктною сферою. Також вона може визначати і об'єкт правовідносин. Самостійно вона виступає, коли в угоді чи договорі мова йде про правове регулювання космічного простору, наприклад. У таких ситуаціях основною умовою при визначені просторової сфери є об'єкт. Наявність дії обох сфер відбувається тоді, коли у міжнародно-правовому документі йдеться про права і обов'язки двох і більше суб'єктів міжнародного права. Прикладом цього може служити проект Договору України і Російської Федерації «Про правовий статус Азовського моря і Керченської протоки».
Щодо цієї теми, можна ще звернути увагу на питання розмежування просторових сфер дії міжнародного і національного права. Тут можна виділити три складові:
1. Дії внутрішньодержавного права у межах держави.
2. Дія міжнародного права за межами дії державної території.
3. Взаємне проникнення у сфери дії обох правових систем. Це видно на прикладах із міжнародного морського права (право мирного проходу, право архіпелазького проходу та ін.). Також відбувається екстериторіальна дія національного права у сфері дії міжнародного права. Ця дія відноситься до громадян, які перебувають за кордоном. Ці питання зазвичай регулюються міжнародним приватним правом.[5]

## Вплив міжнародного права на внутрішнє право
Безперечно необхідність того, щоб держава дотримувалася міжнародно-правових зобов'язань, ставить її перед питанням, яке стосується впливу міжнародних норм на внутрішній правопорядок, або яке стосується системи через яку виконується цей безпосередній вплив. Цю систему, зазвичай називають механізмом імплементації. І все ж держава повинна виконувати певні дії, які б відобразили вплив міжнародного права на внутрішній правопорядок.
Коли держава визнає ті чи інші норми міжнародного права, вона повинна визначити на законодавчому рівні як буде проходити вплив цих же норм на зародження правовідносин у внутрішній правовій системі. Потрібно пам'ятати, що таке законодавче регулювання переважно застосовується для міжнародно-правових норм, що само-здійснюються.
Такими нормами є ті норми конкретизація яких у національному законодавстві не є обов'язковою. Ось чому ці норми, зазвичай мають пряму дію на внутрішньо-державні відносини. Прикладом такої норми є, наприклад, ст. 16 Міжнародного пакту про громадянські та політичні права 1966 p.: «Кожна людина, де б вона не знаходилася, має право на визнання її правосуб'єктності».
Імплементація повинна бути здійснена для того, щоб норми міжнародного права перетворилися у норми національного законодавства. У деяких країнах, де міжнародно правові норми не застосовуються у внутрішньому законодавстві, метод імплементації є основним способом дотримання і виконання міжнародних зобов'язань. Є три основні способи імплементації, це: трансформація, рецепція, відсилання.

## Способи імплементації

### Трансформація
Трансформація означає повну перебудову тексту міжнародно-правового документа, відповідно до законодавства внутрішнього рівня. Таким чином норми міжнародного права часто одержують іншу словесну побудову. Трансформація є дуже актуальною серед держав. Іноді від неї немає можливості відмовитись. Наприклад, для імплементації міжнародних договорів, спрямованих на уніфікацію кримінального законодавства держав, трансформація необхідна. Прикладом є і Україна, коли зміни до кодексів вносяться саме за допомогою трансформації.
Трансформацію називають перетворенням умовно, сама міжнародно-правова норма не втрачає свого статусу і виступає прикладом, для внесення змін у внутрішнє законодавство.

### Рецепція
Рецепція — це коли текст міжнародної норми відтворюється законодавчим органом держави у нормі з національного права. Рецепцію використовують у різних ситуаціях, наприклад, коли законодавець хоче продемонструвати чітке дотримання міжнародно-правових норм, тому цей метод є досить поширеним. Рецепції зазвичай використовують, коли держава дала згоду на обов'язковість того чи іншого міжнародно-правового акту, це явище називається наступна рецепція. Але є випадки, коли держава використовує цей метод на етапі підготовки до надання згоди на обов'язковість тих чи інших нормативних актів, це називається попередня рецепція.
Коли використовується метод рецепції, то не можна говорити про пряму дію міжнародно-правових актів на внутрішні норми права, так як вона є способом їх заміни. Факт рецепції відіграє важливу роль у процесі тлумачення відповідної норми внутрішньодержавного нормативно-правового акта. Деякі рецепції, наприклад, норми Міжнародного пакту про громадянські і політичні права 1966 p., Конвенції про захист прав людини й основних свобод 1950 р. навіть можуть здійснити вплив на тлумачення норм конституції.

### Відсилання
Відсилання зазвичай слугує вказівкою у внутрішньодержавному нормативному акті на міжнародне джерело. Це означає, що суб'єкти внутрішнього права можуть прямо застосовувати норми міжнародного права, у національних (внутрішньодержавних) правовідносинах.
Цей метод є особливим і складним у застосуванні. Відсилання звернене до індивідуально невизначеного спектру міжнародних угод, показує предмет праворегулювання і воно не є орієнтованим у часі. Воно може діяти щодо міжнародних договорів, які є створені державою, а також щодо договорів, які будуть створені в майбутньому. Важливим є те, що норма, яка відсилається, повинна бути такою, що самоздійснюється. Це явище часто зустрічається у внутрішньо-національному законодавстві, і призводить до прямого застосування міжнародних норм.

## Функції міжнародного права
- координуюча функція — полягає в тому, що за допомогою його норм встановлюють правила поведінки, які є стандартами для всіх держав у їх взаємовідносинах, щоб взаємодіяти сприяючи, а не заважаючи одна одній;
- регулююча функція — полягає в тому, що в нормах і загальновизнаних принципах держав закріплюються правила, без яких неможливе їх спільне існування та спілкування;
- забезпечувальна функція — полягає в тому, що міжнародне право містить норми, які спонукають держави дотримуватись певних правил поведінки як у мирний час, так і в період війни;
- охоронна функція — полягає в тому, що міжнародне право закріплює механізми, які захищають законні права й інтереси держави та дозволяють спільно (колективно) карати порушників.